# Наводнение в Канбера (1971)
Наводнението в Канбера от 1971 г. се причинява от порой, който се разразява на 26 януари 1971 г.
Наводнението убива 7 души, ранява сериозно 15 други, засегнати са над 500 жители.
Пораженията са изчислени на около 1 млн. австрлийски долара. Изчислено е, че за 1 час средно са падали по 95 мм дъжд по време на събитието.